# Секулер Ілля Лейзерович
Секулер Ілля Лейзерович (22 червня 1932, Рибниця) — раціоналізатор сільгоспвиробництва, науковець, педагог, поет.

## Біографія
Секулер Ілля Лейзерович  народився в місті Рибниця Молдавської РСР, у родині євреїв. Його батько, Лейзер Айзікович, родом з міста Балти Одеської області, був ветеренарним фельдшером, а мати Маріам Мошківна, родом з міста Рибниця, пройшла медичні курси, потім працювала в огородній бригаді. Ілля зростав разом із сестрою Мірою 1937 року народження, яка працювала в Одесі на фабриці з пошиття одягу (1978 року емігрувала до Америки) та молодшим братом Михайлом (1935 р.н., після закінчення Одеського автобудівного технікуму працював механіком автоколони, кранівником, водієм, 1978 року емігрував до Австралії). Зі спогадів батькового брата відомо, що за указом російської цариці Катерини II для заохочення  заселення території півдня України по закінченню Російсько-турецької війни кожному бажаючому чоловічої особи безкоштовно надавались три десятини землі.
Спогади Секулера І.Л.:  "Прадіда дід, який мав 8 синів, одержав земельну ділянку площею 25 десятин. Перед революцією 1917 року мій дід мав 4 десятини. У двадцятих роках минулого століття була організована сільськогосподарська комуна, де головував старший брат мого батька. Батько ж мій працював ветеринаром у цьому господарстві, що вплинуло на мій вибір майбутньої професії".
Під час війни сім'я Секулерів спочатку евакуювалася на Кавказ, а потім в Середню Азію, де в 1942-1943 рр. у бавовнорадгоспі  "Пахтали-Куль" розпочалась трудова діяльність Іллі.
Спогади Секулера І.Л.: "Дитинство пішло поза хмарами киргизьких гір. Ледь виповнилося десять років, прилаштував мене тато до діда Потапа пасти радгоспну отару. Жили ми тоді в узбецькому бавовнорадгоспі. Батька на фронт не взяли через вроджену інвалідність I групи, а з трьох його братів двоє не повернулися з війни, а дружину брата, що пережила війну, фашисти розстріляли як жінку рядянського офіцера. Коли ми, евакуйовані, жили в Узбекистані, я 860 овець ціле літо пас в Киргизії. Мені, єврейському хлопчику з молдавської Рибниці, не було складно звикати до гір. І вовків чомусь не боявся, вівчарка стала моєю захисницею, та й дід Потап жалів мене, наче свого онука".
У 1944 р. сім'я повертається до м. Рибниці,1947 р. переїздить до Могилева-Подільського, а в 1949 р. перебирається до Одеси, де Ілля навчався у вечірній школі, а вдень працював у приміському селі в овочевій бригаді. Через 2 роки (1951) вступив до Одеського сільськогосподарського інституту.
У 1956 році закінчив з відзнакою Одеський сільськогосподарський інститут. Після інституту Іллі Секулеру запропонували навчання в аспірантурі, але він відмовився. Як відміннику, йому дали можливість вибору місця роботи. Молодому агроному хотілося б повернутися в с. Паланку, що в Томашпільському районі де після IV курсу він проходив практику. Однак в  обласному управлінні сільського господарства Секулера  відрядили на роботу у село Мальчівці Барського району.
У Мальчівцях Ілля познайомився зі своєю майбутньою дружиною Марією Григорівною, яка працювала обліковцем виробничої бригади. 
Першим робочим місцем Іллі Секулера став колгосп імені Кірова с.Мальчівці Барського району - обіймав посаду головного агронома. А весною 1957 р. у Іллі Секулера виник конфлікт з районним керівництвом через вимогу пересівати площу озимої пшениці, в чому, на думку молодого фахівця, не було жодної потреби. Час підтвердив компетентність правоти агронома: отриманий врожай становив на той час 27 ц /га при середній врожайності по району 16 ц/га. І.Л. Секулер звернувся до обласного сільгоспуправління, після чого отримав направлення працювати головним агрономом колгоспу ім. Кірова с. Студена Піщанського району, де він працює до 1967 року  десять років. Загалом же Ілля Секулер пропрацював на посаді агронома в різних господарствах двадцять років. Свою виробничу діяльність тут поєднує з дослідницькою  роботою по рільництву, що дало можливість виявити найбільш ефективні заходи в умовах колгоспу і вирішувати питання про їх запровадження у виробництво. Колгосп стає досліднопоказовим господарством.
У Студеній Ілля Секулер взявся на практиці довести, що цукрові буряки можна вирощувати за новою технологією - без затрат ручної праці. На основному полі, поряд зі звичним обробітком посівів, він закладав дослідні ділянки.
В 1961 році колгосп ім. Кірова було перевелено в ранг дослідно-показового господарства. З 1961 по 1964 роки на його базі працювала обласна школа передового досліду, де здобували практичний дослід головні агрономи усіх районів на чолі з головами районних рад. Вивчати досвід місцевих буряководів і кукурудзоводів приїжджали не лише з усієї області — були також делегації з Російської Федерації, Рибницького району Молдови та Кустанайської області Казахстану.
Ілля Лейзерович згадує: "Ми тоді змагалися з Шляховою, де головою колгоспу був відомий Василь Кавун.  Їхні механізатори не раз бували в Студенній. У нас справді можна було чому навчитись. Вперше в Радянському Союзі на площі 30 га ми зібрали по 393 центнери коренів цукрового буряка без затрат людської праці. Це був нечуваний раніше успіх! Наступного року площу збільшили вп'ятеро."
"За десять років моєї роботи в Студеній 10 працівників села були відзначені державними нагородами. Мені перший секретар ЦК Компартії України Петро Шелест вручив іменний годинник",- згадує Ілля Лейзерович.
Секулера часто запрошували на практичні наради і семінари в Ямпільський, Томашпільський і Крижопільський райони, а до нього делегації приїздили з інших республік.
Секулера запросили до Всесоюзного інституту цукрових буряків, де він погоджується зайняти посаду старшого наукового співробітника Верхняцької дослідно-селекційної станції на Черкащині (1968-1971).
1971 рік працює на Ялтушківській дослідно-селекційній станції.
1978-1992 рр. працює головним агрономом, першим заступником начальника Барського районного сільгоспуправління.

## Патенти на винаходи
- "Агрегат для укриття землею безвисадкових насінників цукрових буряків" (2009 р.)[1]
- "Спосіб вирощування насіння цукрових буряків безвисадковим гребеневим методом" (2008 р.)[2]

## Авторські видання
- "Що нам дала нова технологія вирощування нових буряків" — Вінницьке обласне книжково-газетне видавництво, 1961. - 16 с
- "Люби свою країну" — Вінниця, 2012. - 104 с; перевидання ТОВ "Ніланд-ЛТД", 2015. - 240 с